# José de Cárdenas Uriarte
José de Cárdenas Uriarte (Sevilha, 1846 — Madri, 21 de abril de 1907). Advogado, ministro e político espanhol.

## Biografia
Membro do Partido Conservador, ele começou sua carreira política ao obter um assento de delegado pela província de Lugo nas eleições de 1876. Mais uma vez deputado, desta vez pela província de Burgos, nas eleições de 1879, passou a representar a Sociedade Econômica de Madri no Senado entre 1882 e 1883, retornando novamente ao Congresso como representante da província de Almeria entre 1884 e 1899. Com o início do século, retornou ao Senado sendo nomeado senador vitalício em 1903.
Foi Ministro da Agricultura, Indústria, Comércio e Obras Públicas entre 16 de dezembro de 1904 e 27 de janeiro de 1905 em um governo presidido por Azcárraga.
Redator do periódico El Tiempo, tornou-se seu diretor, bem como a "Revista Contemporânea". Foi também estudioso de Belas Artes e Ciências Morais e Política.

## Bibliografía
- José Ramón de Urquijo y Goitia (2008). Gobiernos y ministros españoles en la edad contemporánea 2ª ed. Madrid: Consejo Superior de Investigaciones Científicas. ISBN 978-84-00-08737-1